# 17899 Маріякристіна
17899 Маріякристіна (17899 Mariacristina) — астероїд головного поясу, відкритий 22 березня 1999 року.
Тіссеранів параметр щодо Юпітера — 3,594.